# Penguin Brothers
Penguin Brothers (ペンギン☆ブラザーズ?) es un manga del género shōjo dibujado y escrito por la mangaka Ayumi Shiina. Fue serializado en la revista Ribon, de la editorial Shueisha, desde febrero de 2000 hasta diciembre de 2001 en cinco volúmenes. Es uno de los mangas más populares de Ayumi Shiina.

## Argumento
Narra la historia de Mishima Hina, una chica de 16 años, que vive con su tío desde la muerte de sus padres y que a causa del trabajo de su tío (es un prestigioso pintor), se ve obligada a cambiar constantemente de colegios; y para su mala suerte va a parar a un nuevo colegio donde los estudiantes están divididos en dos bandos (los black, los "alumnos malos" del colegio y los white, los "alumnos buenos") que se la pasan agrediéndose mutuamente todo el tiempo. Y además, existe un tercer grupo(los "grey") de estudiantes que se mantienen al margen de todo y por diferentes motivos no son atacados por ninguno de los dos bandos. Al llegar al instituto, Hina se ve envuelta en todas estas batallas campales entre alumnos y decide poner fin al asunto autonombrándose líder de los "grey" y encabezando una lucha directa contra ambos bandos con la ayuda de su amigo Koshiba Tetta como estratega(uno de los pocos greys del instituto y alumno prodigio).

## Personajes
- Mishina Hina
- Koshiba Tetta
- Isshiki Shoui
- Nishisaki Kaito